# 格莱尼丝·比斯利
格莱尼丝·比斯利（英語：Glenys Beasley，1944年2月12日—），澳大利亚女子田径运动员。她曾代表澳大利亚参加1962年大英帝国和英联邦运动会田径比赛，获得一枚金牌。